# Port du Pays de Waes

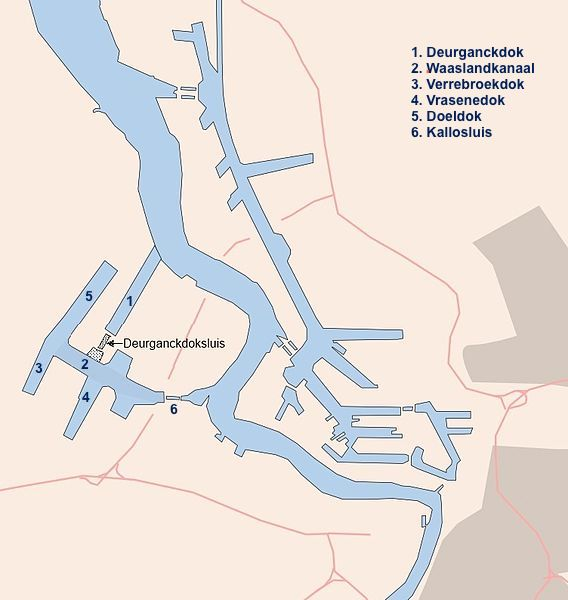
Le Port du Pays de Waes sur la rive gauche de l'Escaut (à gauche de l'image). Au centre, le port principal d'Anvers, en rive droite de l'Escaut, et, en bas à droite la ville d'Anvers

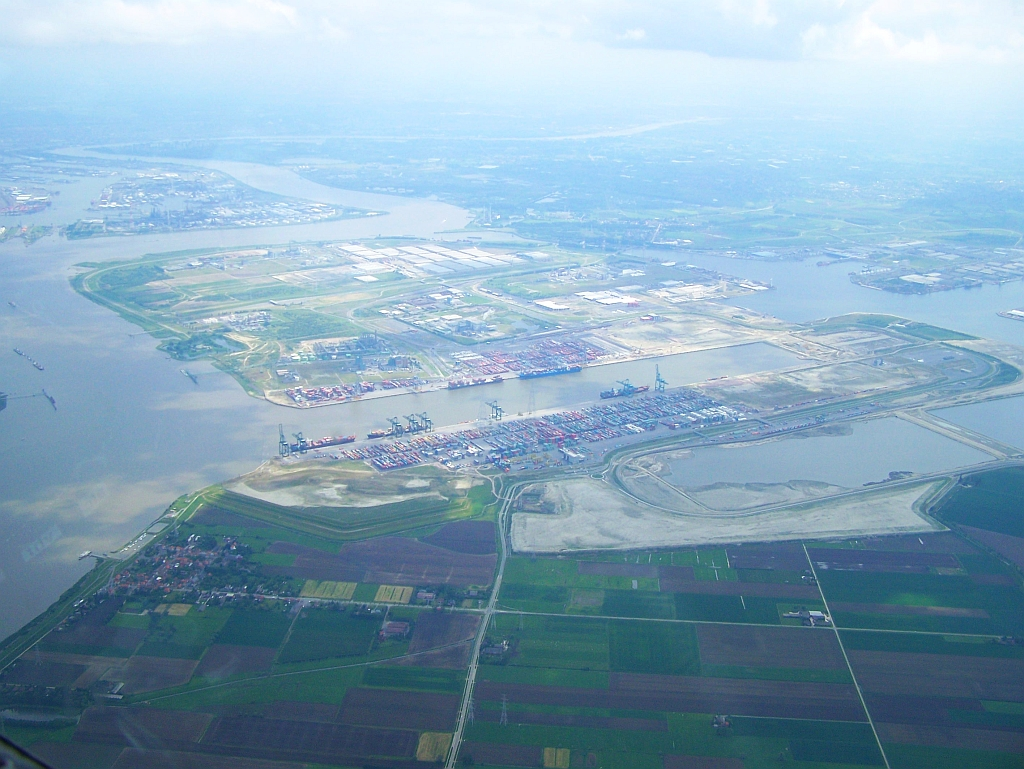
Vue aérienne du Port du Pays de Waes depuis le nord. À l'avant plan, le bassin de Doel, puis le bassin de Deurganck et le bassin du Pays de Waes. L'Escaut se trouve à gauche

Le Port du Pays de Waes (en néerlandais : Waaslandhaven) est une extension du Port d'Anvers, située sur la rive gauche de l'Escaut.

## Histoire

### Planning
Des problèmes d'accessibilité et d'encombrement du port d'Anvers ont été rencontrés dès les années 1960. Une des solutions à ce problème était d'envisager de développer le port d'Anvers sur la rive gauche de l'Escaut. À l'époque il ne s'étendait que sur la rive droite. Cette extension devait dès lors être faite sur les territoires de municipalités de Zandvliet et Berendrecht. Le cas échéant cette extension pourrait être annexée par la ville d'Anvers.
Dès le printemps 1968, une interdiction de construire est décrétée pour les territoires situés dans les localités de Doel, Verrebroek, Kallo, Meerdonk et Kieldrecht. Les premières interdictions interviennent l'année suivante pour la construction de l'écluse de Kallo (nl) et des premières installations industrielles. 
En 1977, les municipalités de Beveren, Doel, Kallo, Kieldrecht, Verrebroek , Haasdonk et Melsele fusionnent, sous le nom de Beveren. Cinq de ces anciennes localités étaient concernées par l'extension portuaire, ce qui conduisit à une certaine opposition dans la population étant donné les dépenses engendrées par cette situation conduite par l'Autorité portuaire. 
Après des années de discussion entre les représentants du Pays de Waes, la province de Flandre orientale et Anvers, un accord, dit « loi Chabert », fut conclu. Il comprenait deux décisions fondamentales :
1. la gestion et l'exploitation du port est confiée à l'autorité portuaire municipale de la ville d'Anvers ;
2. la gestion territoriale et industrielle est confiée à la Maatschappij Linkerscheldeoever (en français Société (de Politique terrienne et d'industrialisation) de la Rive gauche de l'Escaut), active sur les deux rives du fleuve.

Grâce à la création de cette structure, le Pays de Waes put également bénéficier des recettes portuaires (via la rive gauche de l'Escaut), tandis que la gestion des installations portuaires restait toujours effectués par une entreprise unique (l'autorité portuaire municipale d'Anvers) .
Étant donné la pression économique pour l'expansion, l’État belge avait entretemps conclu des initiatives et des accords de préfinancement. Cela impliquait que les expropriations ont été financées par les entreprises elles-mêmes. Dès que les accords ont été conclus, les terrains ont été transférés par l'État belge à ces sociétés. Étaient ainsi concernés pour le territoire de Beveren Progil, Bayer et centrale thermique Kallo, et pour le territoire de Zwijndrecht Petrochim et Union Carbide. Ce qui ne permit plus à la Société de la Rive gauche de l'Escaut de tirer du bénéfice de ces concession.
Au début, l'objectif du Port du Pays de Waes était de développer un port industriel spécifiquement pétrochimique, à réaliser sur une période de quinze années. Le projet comprenait notamment la réalisation du canal de Baalhoek (nl), pour les vaisseaux quittant le port, de l'embouchure de l'Escaut vers le nord à travers les polders de Kallo et de Doel et les Pays-Bas. Le canal du Pays de Waes (nl) serait avec ses quais au cœur du nouveau port.
Après la crise économique dans les années 1970 et le coût élevé des expropriations prouvé, ce projet n'était viable qu'avec une croissance économique forte. Les protestations des riverains ont par ailleurs conduit à se limiter en 1978 à la partie sud du projet. La partie nord, à l'exception du village de Doel, reste soumise à ce projet pour les plans de secteur, avec des terrains réservés pour le canal de Baalhoek (nl) et le bassin de Kieldrecht (nl).
Depuis 1998, le Gouvernement flamand prévoit d'étendre le Port du Pays de Waes vers le nord et les polders de Wase, ce qui comprend notamment le projet de bassin du bassin de Saeftinghe (nl) sur le site du village de Doel (site de Saeftinghe).

#### Accessibilité routière et ferroviaire
Le Port du Pays de Waes est principalement accessible par l'autoroute rocade R2, l'autoroute A11, et par le chemin de fer via le tunnel Antigone (nl).
Trois autres voies d'accès sont envisagées :
- Nx: une route parallèle au nord de l'A11 (noordzijde), des frontières provinciales jusqu'à la N451 (nl). Intégré en 2012 dans le plan-MER (nl)[2]
- Ny: de la Nx (A11/N49), vers l'est depuis la sortie 10 Vrasene jusque le bassin de Verrebroek (nl), avec une éventuelle extension jusqu'à la zone de 'Saeftinghe' aux environs du bassin de Saeftinghe (nl) à éventuellement construire.
- Nz: depuis la rocade R2 jusqu'au bassin de Deurganck. Cette route a été construite après la construction du Deurganckdok, connue sous le nom de Sint-Antoniusweg.

### Développements
Les travaux d'excavation pour la construction du canal du Pays de Waes (nl), du bassin de Vrasene (nl) et bassin de Doel (nl). Pour soulager le trafic routier, le tunnel de Liefkenshoek a été construit en 1987, constituant un troisième tunnel entre les deux rives du fleuve.
Lorsque les revenus du Port de Waes dépassèrent toutes les attentes en novembre 1989, on envisagea la construction d'un nouveau bassin, ce qui fut fait en 1996 avec la mise en service du bassin de Verrebroek (nl). Ce bassin est inachevé, mais reste inscrit au planning. 
Une conséquence importante est que l'équilibre a été bouleversé dans le compromis de la "loi Chabert", le quai de Deurganck devant à l'origine dépendre de la Société de la Rive gauche de l'Escaut, mais relève désormais de l'Administration portuaire d'Anvers. Pour compenser ces pertes pour le Pays de Waes, le Logistics Park Waasland a été créé, avec des bénéfices reçus via Interwaas. Ces problèmes pour le Deurganckdok sont les mêmes que pour le projet de la Saefthingezone, qui était à l'origine aussi une zone industrielle . Ces recettes iront à la Société de la Rive gauche de l'Escaut. Si cette option est choisie pour de futurs quais, ici aussi la société du port en sera la bénéficiaire, et des compensations devront être trouvées pour la Société de la Rive gauche de l'Escaut et le Pays de Waes.
Le tunnel Antigone (nl) a été construit de De 2008 à 2014. Pour relier aux autres bassins le bassin de Deurganck, l'écluse de Kieldrecht, la plus grande du monde, a été construite de 2011 à 2016.

## Emploi
Actuellement, le port occupe de 7 000 hectares en rive gauche, dont 2 500 sont des terrains privés. 14 595 travailleurs étaient occupés fin 2011.